# Döhler (empresa de alimentos)
A Döhler ou Doehler é uma produtora e fornecedora global de ingredientes naturais e sistemas de ingredientes baseados em tecnologia, ou seja, aditivos alimentares, para as indústrias de alimentos e bebidas. Sua linha de produtos abrange aromas, corantes, ingredientes especiais e de desempenho, ingredientes de cereais, ingredientes lácteos, ingredientes de frutas e vegetais e sistemas de ingredientes.
Atualmente, possui 45 instalações de produção, emprega mais de 9.500 funcionários e opera em mais de 160 países.

## Histórico
Em 1838, Lorenz Döhler fundou a Döhler como uma fábrica de especiarias em Erfurt.
Em 1997, foi adquirida uma fabrica da Mais Fruta em Limeira, São Paulo, em busca de fortalecer o comércio sul-americano.
Em 2021, em parceria com a Sacco System começou o desenvolvimento de alternativas lácteas à base de plantas para produzir novos iogurtes, queijos e bebidas sem laticínios.
Em agosto de 2023, anunciou a aquisição da tailandesa Boon Flavors, uma fabricante de aromas com sede em Bangkok, Tailândia.

## Subsidiárias (Local)
- Darmstadt (Alemanha)
- Dahlenburg (Alemanha)
- Denizli (Turquia)
- Dubai, (Emirados Árabes Unidos)
- Eisleben (Alemanha)
- Istambul (Turquia)
- Esmirna (Turquia)
- Kyiv (Ucrânia)
- Kozietuły Nowe, Mogielnica (Polônia)
- Limeira (Brasil)
- Antônio Prado (Brasil)
- Cidade do México, (México)
- Moscou, Rússia)
- Neuenkirchen (Alemanha)
- Neuss (Alemanha)
- Oosterhout (Holanda)
- Prosser (EUA)
- Pune (Índia)
- Rizhao (China)
- Roggel (Holanda)
- Xangai, China)
- Skala-Podilska (Ucrânia)

## Produtos
Sabores, cores e ingredientes para a saúde
- Sabores
- Emulsões
- Extratos de sabor
- Emulsões coloridas
- Extratos e concentrados de cor

Ingredientes e sistemas de ingredientes
- preparações de frutas
- Bases de leite e soja
- Bases de chá e café
- Bases de malte e grãos
- Bases fermentadas sem álcool
- Bases contendo álcool
- Adoçantes e acidulantes

Frutas vegetais
- Concentrados
- purês
- Purê concentrado
- Concentrados especiais
- Concentrados de grãos (aveia)